# Miliana (Tunísia)
Miliana és el nom d'una regió natural de Tunísia que rep aquest nom per estar formada per la baixa vall del oued o riu Miliana entre la plana de Fahs i el golf de Tunis, amb el Djebel Zaghouan a l'est i la vall del riu Medjerda a l'oest.